# Port de Béjaïa
Pour les articles homonymes, voir Béjaïa (homonymie).
Le port de Béjaïa-Cheikh El Haddad est un port algérien, situé dans la ville de Béjaïa, dans la région de Kabylie. Le port est consacré au commerce international et aux hydrocarbures. Il est classé deuxième port d'Algérie en termes d'activité commerciale.
Le port est renommé en 2023, port de Béjaïa-Cheikh El Haddad, en hommage au résistant contre l'occupation française.

## Histoire
Présentant des sites de mouillage naturels, Béjaïa a toujours attiré les navires qui y trouvaient dans la baie un refuge sûr. Les Phéniciens longeant la côte nord-africaine installèrent un comptoir commercial à proximité du port actuel, les Romains leur succédèrent avec Saldae, ville romaine construite en 26-27 apr. J.-C., qui servit de port d’embarquement vers Rome pour le blé provenant des hauts-plateaux.
Au départ des Romains, l’activité portuaire périclita, elle ne reprit vigueur qu’au début du premier millénaire après J-C, avec les Hammadides, dont la civilisation florissante permit l’ouverture de la région sur le monde européen : plusieurs traités de paix et de commerce furent signés, ce qui permit notamment des échanges entre le prince hammadite et le pape Grégoire VII. Les relations commerciales se développèrent avec les ports tels que Marseille, Gênes ou Majorque. Durant l’occupation turque, l’activité du port se limita uniquement au mouillage de la flotte corsaire peu nombreuse, car tout affluait vers Alger, et à quelques échanges commerciaux avec particulièrement le port de Marseille : exportation de poterie, d’huiles et de blé.
Le port de Béjaïa, jusqu’à l’arrivée des Français, était un chenal fermé par la porte Sarrasine (encore bien conservée aujourd'hui). Le site était constitué de l’avant-port actuel. Les Français s'installèrent en 1833. Ils réalisèrent les premiers ouvrages en 1834. Les ouvrages de protection furent commencés en 1870, puis suivirent en 1879 ceux d’accostage. Le port marchand fut achevé en 1911. En 1922, on traça physiquement les configurations de l’avant-port et de l’arrière-port.
Entre 1958 et 1960 furent construites les installations nécessaires à la réception des pétroliers dans l’avant-port. Les travaux d'un oléoduc de 670 km, depuis Hassi Messaoud jusqu'au terminal de stockage et le port, débutèrent en août 1958. Ils se sont achevés le 25 août 1959 et le 1er décembre 1959, un premier pétrolier a été chargé à destination de la France. 
En 2014, un port sec a été construit dans la ville de Tixter, à l'est de la wilaya de Bordj Bou Arreridj permettant de transférer directement le fret vers les hauts-plateaux, Cette zone extra-portuaire affectée au port de Bejaïa permettra de le désengorger. La zone aura une superficie de 20 hectares et sera reliée par chemin de fer au port de Bejaïa, via Bordj Bou Arreridj. Le port sec a une capacité de 500 000 conteneurs par an et de 20 millions de tonnes de fret non-conteneurisables.
Le 13 juillet 2023, le port est baptisé du nouveau nom de Cheikh Haddad, du nom d'un leader de la révolte de Mokrani en 1871.

## Bataille de Bougie
La bataille de Bougie se déroule les 2 et 8 mai 1671 dans le port de Béjaïa, appelé alors "Bougie", pendant une opération navale menée par l'escadre anglaise de Méditerranée commandée par l'amiral Édouard Sprague contre des corsaires algériens.
Une première attaque menée le 2 mai ayant complètement échoué, Spragge renouvelle son entreprise le 8 mai. Pendant deux heures, le port et les navires algériens sont soumis à un intense bombardement puis Spragge envoie un brûlot, le Little Victory, contre les bâtiments adverses, ce qui obtient un résultat dévastateur : sept vaisseaux algériens sont incendiés. Admettant leur défaite, les corsaires algériens s'engagent à ne plus attaquer les navires battant pavillon anglais.

## Géographie
Le port de Béjaïa a une situation géographique privilégiée qui est, un relais entre l'Est et le Centre du pays, ainsi qu'une zone d'ouverture sur la mer pour l'arrière-pays. Il dessert un arrière-pays important et très vaste. La ville et le port de Béjaïa disposent de dessertes routières reliant l'ensemble des villes du pays, de voies ferroviaires et d'un aéroport international, et est délimité :
- au nord par la route nationale RN 09 ;
- au sud par les jetées de fermeture et du large sur une longueur de 2 750 m ;
- à l'est par la jetée Est ;
- à l'ouest par la zone industrielle de Béjaïa.

## Administration

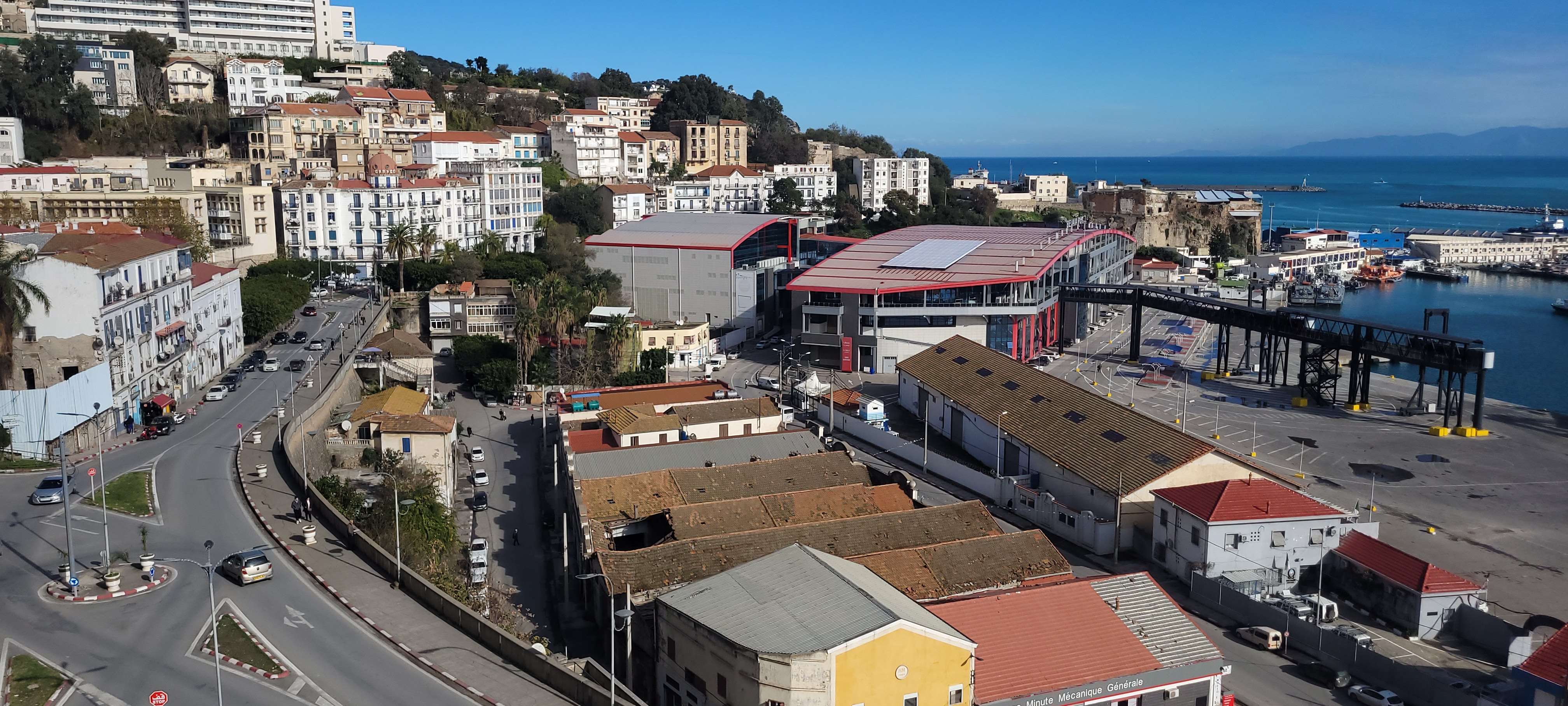
Le port de Béjaia en 2024

Le port de Béjaïa est géré par l'Entreprise portuaire de Béjaïa (EPB), une entreprise publique algérienne, filiale de la Société publique des services portuaires (Serport).

## Infrastructures
Le port de Béjaïa est formé de trois bassins :
- bassin de l'avant port, destiné à traiter les navires pétroliers, ce bassin d'une superficie de 75 hectares est doté de trois postes à quai d'une longueur totale de 770 m (250, 260 et 260 m) et d'un tirant d'eau allant de 11,5 m à 12,90 m ;
- bassin du vieux port, dont la superficie est de 26 hectares et ses profondeurs de quai varient entre 6,10 et 7,40 m. Sa passe est large de 120 m et draguée à 10 m ;
- bassin de l'arrière port, accessible par une passe large de 120 m, dragué à 10 m ; sa superficie est de 60 hectares et les tirants d'eau varient entre 7,50 m et 9,30 m.

## Statistiques
| Types de chargement   | Unités        | 2019              |
| --------------------- | ------------- | ----------------- |
| Vrac liquide          | Tonnes        | 9 480 453         |
| Pétrole brut          | Tonnes        | 7 804 097         |
| Produits raffinés     | Tonnes        |                   |
| Autres liquides       | Tonnes        |                   |
| Vrac solide           | Tonnes        | 6 015 585         |
| Céréales              | Tonnes        |                   |
| Autres solides        | Tonnes        |                   |
| Marchandises diverses | Tonnes        | 3 748 187         |
| Conteneurs            | Tonnes et EVP | 2 074 584 243 506 |
| Rouliers              | Tonnes        |                   |

## Projets
A terme, l'Autoroute A20 devrait être prolongée pour ainsi relier l'Autoroute A2 et Béjaïa par autoroute.
Egalement, le Tramway de Béjaïa devrait passer non loin du port, au niveau de la Gare de Béjaïa.